# Operación Lüttich
La Operación Lüttich fue el nombre en clave del contraataque alemán durante la batalla de Normandía, que ocurrió en las cercanías de las posiciones estadounidenses cerca de Mortain, en el noroeste de Francia. Lüttich es el nombre alemán de la ciudad de Lieja, Bélgica. En las historias británica y estadounidense de la Segunda Guerra Mundial, la Operación Lüttich alemana es conocida como el contraataque de Mortain, que Adolf Hitler ordenó para recuperar el territorio ganado por el Primer Ejército de los Estados Unidos durante la Operación Cobra (0000), al llegar a la costa de la región de Avranches, que se encuentra en la base de la península de Cotentin, con el fin de aislar las unidades del Tercer Ejército de los Estados Unidos que habían avanzado hacia Bretaña.
La fuerza principal de los nazis era el XLVII Cuerpo Panzer, con dos divisiones Panzer Heer y una y media Waffen-SS. A pesar del éxito inicial contra los defensores del VII Cuerpo de los EE. UU., los alemanes pronto se detuvieron y los aliados infligieron graves pérdidas a las tropas atacantes, y finalmente destruyeron la mayoría de los tanques alemanes involucrados en el ataque. Aunque la lucha continuó alrededor de Mortain durante seis días, las fuerzas estadounidenses recuperaron la iniciativa un día después de la apertura del ataque alemán.
Como los comandantes alemanes en el lugar habían advertido a Hitler en vano, había pocas posibilidades de que el ataque tuviera éxito, y la concentración de sus reservas blindadas en el extremo occidental del frente en Normandía pronto condujo al desastre, ya que fueron flanqueados por el sur. y el frente al este se derrumbó, lo que provocó que muchas de las tropas alemanas en Normandía quedaran atrapadas en la bolsa de Falaise.

## Antecedentes
El 25 de julio de 1944, después de seis semanas de guerra de desgaste a lo largo de un frente estancado, las fuerzas estadounidenses bajo el mando del teniente general Omar Bradley montaron un ataque denominado Operación Cobra, que atravesó las defensas alemanas cerca de Saint-Lô. Casi toda la mitad occidental del frente alemán en Normandía se derrumbó y el 1 de agosto, las fuerzas estadounidenses capturaron Avranches. Con la captura de esta ciudad en la base de la península de Cotentin y un puente intacto en Pontaubault cerca, las fuerzas estadounidenses habían "doblado la esquina"; el frente alemán ya no podía estar anclado contra el mar en su extremo occidental y las fuerzas estadounidenses podían avanzar hacia el oeste y el sur hacia Bretaña. El Tercer Ejército de EE. UU., comandado por el teniente general George S. Patton, se activó el mismo día. A pesar de los ataques aéreos alemanes contra el puente de Pontaubault, Patton empujó no menos de siete divisiones a través de él durante los siguientes tres días, y las unidades de su ejército comenzaron a avanzar casi sin oposición hacia los puertos de Bretaña.
A partir del 30 de julio, el Segundo Ejército Británico, bajo el mando del Teniente General Miles C. Dempsey, montó un ataque de apoyo (denominado Operación Bluecoat) en el flanco este de los ejércitos estadounidenses. Gran parte de las reservas blindadas alemanas que se dirigían al oeste para detener el avance estadounidense se desviaron para hacer frente a esta nueva amenaza.[2] Mientras tanto, EE. UU. continuó sus ataques para ampliar el corredor alrededor de Avranches. Aunque los alemanes tenían el cruce de carreteras vital de Vire, el VII Cuerpo de EE. UU., Bajo el mando del mayor general J. Lawton Collins, capturó Mortain, 19 millas (31 km) al este de Avranches, el 3 de agosto.
Al día siguiente, aunque el VIII Cuerpo de los EE. UU. del Mayor General Troy H. Middleton continuó avanzando hacia el oeste a través de Bretaña hacia los puertos de Brest y Lorient, Bradley ordenó a Patton que se dirigiera hacia el este con el cuerpo principal del Tercer Ejército de los EE. UU., alrededor del flanco abierto alemán y en la retaguardia alemana. El XV Cuerpo de EE. UU. del Mayor General Wade H. Haislip avanzó no menos de 75 millas (121 km) durante los siguientes tres días, y para el 7 de agosto se acercaban a Le Mans, anteriormente la ubicación de la sede del 7º Ejército alemán, y todavía un importante centro logístico.
- Datos: Q698220
- Multimedia: Battle of Mortain / Q698220